# Каливода, Ян Вацлав
Ян Вацлав Каливо́да (чеш. Jan Václav Kalivoda; Иоганн Венцель Калливода, нем. Johann Wenzel Kalliwoda; 21 февраля 1801, Прага — 3 декабря 1866, Карлсруэ) — чешский композитор и скрипач. Отец Вильгельма Калливоды и брат Антона Калливоды.

## Биография
Отец Антон происходил из Моравии, мать Тереза Кольни из Венгрии, оба принадлежали к немецкоязычной части населения.
Ян Вацлав Каливода родился 21 февраля 1801 года в городе Праге. В 1815 году был среди первых выпускников Пражской консерватории, ученик Фридриха Вильгельма Пиксиса. В 1816—1821 годах играл в оркестре пражского театра. С 1822 года был придворным композитором князей Фюрстенберг и жил преимущественно в их резиденции Донауэшингене (до революции 1848 года).
Каливоде принадлежит около 450 сочинений, в том числе семь симфоний, семь концертов для скрипки с оркестром, три струнных квартета, другие скрипичные и фортепианные пьесы, а также опера «Blanda» (1847). По мнению музыковеда Дэвида Гурвица, музыка Каливоды — «своего рода недостающее звено между симфонизмом Бетховена и Шумана». Каливода пользовался значительным авторитетом у современников: молодой Роберт Шуман посвятил ему свои «Шесть интермеццо для фортепиано» (1832), а Юрайя Корелли Хилл включил «Новую увертюру» Каливоды, наряду с произведениями Моцарта, Бетховена, Вебера и Гуммеля, в программу самого первого концерта Нью-Йоркского филармонического оркестра 7 декабря 1842 года.
Ян Вацлав Каливода умер 3 декабря 1866 года в Карлсруэ.